# Addictions: Volume 2
Addictions: Volume 2 es un álbum recopilatorio del cantante británico de rock Robert Palmer, publicado en 1992 por Island Records. Contiene algunos éxitos de sus discos lanzados por el sello Island entre 1974 y 1985, aunque remezcladas, en versiones tempranas o con regrabaciones de la voz. Además, incluye una nueva versión de «Remember to Remember» y edición exclusiva de «She Makes My Day».
El disco no tuvo repercusión comercial en los Estados Unidos, pero si en el Reino Unido en donde consiguió el puesto 12 en el UK Albums Chart. Al mes después de su lanzamiento la Industria Fonográfica Británica le otorgó un disco de plata por superar las sesenta mil copias vendidas en ese país. Para promocionarlo un año antes se lanzó el sencillo «Every Kinda People» en su versión remezcla, que logró el lugar 43 en el UK Singles Chart.

## Lista de canciones
| N.º | Título                             | Escritor(es)                     | Duración |  |
| 1.  | «Remember to Remember»             | Robert Palmer                    | 4:10     |  |
| 2.  | «Sneakin' Sally Through the Alley» | Allen Toussaint                  | 4:44     |  |
| 3.  | «Maybe It's You»                   | David Ian Ainsworth, Danny Wilde | 4:04     |  |
| 4.  | «You Are in My System»             | David Frank, Mic Murphy          | 5:00     |  |
| 5.  | «I Didn't Mean to Turn You On»     | James Harris III, Terry Lewis    | 3:35     |  |
| 6.  | «Can We Still Be Friends»          | Todd Rundgren                    | 3:39     |  |
| 7.  | «Man Smart, Woman Smarter»         | Norman Span                      | 3:01     |  |
| 8.  | «Too Good to Be True»              | Palmer                           | 2:56     |  |
| 9.  | «Every Kinda People»               | Andy Fraser                      | 3:47     |  |
| 10. | «She Makes My Day»                 | Palmer                           | 4:20     |  |
| 11. | «Best of Both Worlds»              | Palmer                           | 4:09     |  |
| 12. | «Give Me an Inch»                  | Palmer                           | 3:00     |  |
| 13. | «You're Gonna Get What's Coming»   | Palmer                           | 3:57     |  |
| 14. | «I Dream of Wires»                 | Gary Numan                       | 4:33     |  |
| 15. | «The Silver Gun»                   | Palmer, Alan Powell              | 5:01     |  |